# Marie Theres Relin

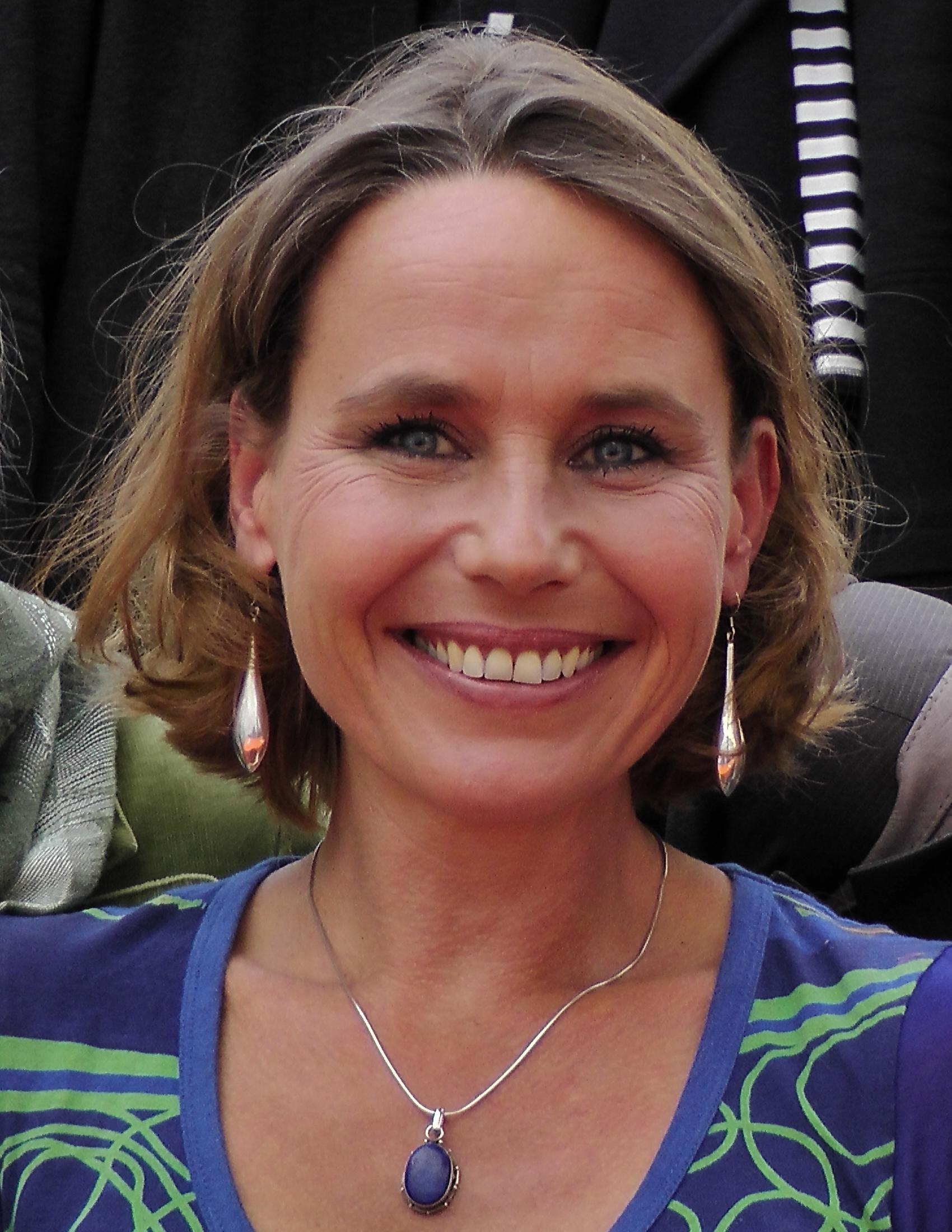
Marie Theres Relin auf der Leipziger Buchmesse (2011)

Marie Theres Relin (* 30. Juni 1966 in München) ist eine österreichisch-schweizerische Schauspielerin, Autorin und Journalistin.

## Leben
Marie Theres Relin ist die Tochter der Schauspielerin Maria Schell und des Filmregisseurs Veit Relin. Sie wuchs in Heberthal bei Wasserburg am Inn auf. Nach dem Abbruch der Schule ging sie im Alter von 16 Jahren nach Paris. 1983 drehte sie unter der Regie von Zelda Baron in England ihren ersten Spielfilm Secret Places.
In den Jahren 1984 bis 1986 folgten einige Rollen in Fernsehfilmen sowie -serien. Für ihre Rolle in dem Fernsehspiel Das unverhoffte Glück von Franz Josef Wild wurde Relin 1987 als beste Nachwuchsschauspielerin mit der Goldenen Kamera ausgezeichnet. 1988 wirkte sie in Drei D, dem Abschlussfilm von Sönke Wortmann, mit.
Im Jahr 1987 lernte Marie Theres Relin den Dramatiker und Schauspieler Franz Xaver Kroetz kennen; das Paar heiratete 1992 und hat drei Kinder, darunter die Schauspielerin und Autorin Josephine Kroetz (* 1988). Die Schauspielkarriere gab Relin in der Folgezeit auf. Im November 2006 wurde die Ehe geschieden.
2002 rief sie die Internetplattform www.Hausfrauenrevolution.com ins Leben. Seitdem versucht sie, das traditionelle Image der Hausfrauen zu verbessern. 2004 erschien ihr erstes Buch If pigs could fly - Die Hausfrauenrevolution, das aus diversen Einzelgeschichten von Usern ihrer Internetplattform zusammengestellt wurde. Im Herbst 2006 gelang Marie Theres Relin mit ihrem zweiten Buch (Wie Frauen ticken) als Co-Autorin von Hauke Brost ein Achtungserfolg.
2008 erschien ihr erstes Kinderbuch (Der kleine Dichter).
2011 brachte sie ein Buch über ihre Ahnengeschichte („Meine Schells – Eine Familie gesucht und mich gefunden“) heraus, zu dem sie in der Sendung Menschen der Woche im SWR von Frank Elstner Anfang März 2011 interviewt wurde.
Seit 2013 ist sie wieder vermehrt als Schauspielerin tätig und stand u. a. für Das Geheimnis der Hebamme (2014), Rosamunde Pilchers Das Geheimnis der Blumeninsel (2018) und zuletzt in Lena Lorenz und Watzmann ermittelt (2020) vor der Kamera und auf der Bühne 2020/2021 in Ungeheuer heiß, einer Produktion der Komödie im Bayerischen Hof und dem Theater an der Kö in Düsseldorf.
Ihr Inklusionsprojekt Kino Frauen aller Kulturen wurde im Februar 2019 mit dem Integrationspreis der Regierung von Oberbayern ausgezeichnet und ist neben Trostberg und Wasserburg ab Winter 2020 auch in München vertreten.
Das flexible Baukastenfilmfest Region 18 – Wir holen die Stars auf’s Land startete im Juli 2019 mit einer Hommage an Hannelore Elsner im Stadtkino Trostberg und Kino Utopia Wasserburg und setzte sich 2020 – erweitert im Park-Kino Bad Reichenhall und Mike’s Kino in Prien – mit einer großen Maria-Schell-Retrospektive und Hubertus Meyer Burckhardts Lesung erfolgreich fort.

## Sonstiges
In ihrer gemeinsam mit Franz Xaver Kroetz verfassten Autobiographie, Szenen keiner Ehe im dtv-Verlag, wirft sie ihrem Onkel Maximilian Schell vor, sie im Alter von 14 Jahren sexuell missbraucht zu haben.
Relin lebt in Wasserburg am Inn und auf Teneriffa.

## Filmografie
- 1972: Die Pfarrhauskomödie (Spielfilm)
- 1983: Secret Places (Spielfilm)
- 1985: Alte Gauner – Alte Meister (Fernsehserie)
- 1985: Quo Vadis? (Fernsehfilm)
- 1985: Das Teufelsschiff (Fernsehfilm)
- 1986: Derrick – Die Nacht, in der Ronda starb (Fernsehserie)
- 1986: Die Arbeiter des Meeres (Les Travailleurs de la mer), (Fernsehfilm, Frankreich/Sowjetunion)
- 1987: Das unverhoffte Glück (Fernsehfilm)
- 1988: Drei D
- 1989: Peter Strohm – Die Erben (Fernsehserie)
- 1991: Das letzte Wort (Fernsehfilm)
- 2002: Denninger – Der Mallorcakrimi – Man stirbt nur einmal (Fernsehserie)
- 2008: Die Geschichte vom Brandner Kaspar (Spielfilm)
- 2013: Kreuzfahrt ins Glück – Hochzeitsreise in die Provence (Fernsehfilm)
- 2015: Inga Lindström: Leg dich nicht mit Lilli an (Fernsehfilm)
- 2016: Das Geheimnis der Hebamme (Fernsehfilm)
- 2016: Aktenzeichen XY … ungelöst (Fernsehserie)
- 2016: SOKO München – Tremolo (Fernsehserie)
- 2018: Rosamunde Pilcher – Das Geheimnis der Blumeninsel (Fernsehfilm)
- 2020: Lena Lorenz – Teufelskreis (Fernsehreihe)
- 2020: Watzmann ermittelt – Jambo (Fernsehreihe)

## Werke
- Marie Theres Kroetz-Relin (Hrsg.), Anja Quattlender: If pigs could fly: Die Hausfrauenrevolution. Kabel by Piper, München 2004, ISBN 3-8225-0657-5.
- Marie Theres Kroetz-Relin, Hauke Brost: Wie Frauen ticken: über 100 Fakten, die aus jedem Mann einen Frauenversteher machen. Schwarzkopf und Schwarzkopf, Berlin 2006, ISBN 3-89602-684-4.
- Marie Theres Kroetz-Relin: Der kleine Dichter: ein Ausmalbuch, Autumnus-Verlag, Berlin 2008, ISBN 978-3-938531-21-1.
- Marie Theres Kroetz-Relin, Hauke Brost: Wie Männer & Frauen ticken: Sonderausgabe in einem Band. Schwarzkopf & Schwarzkopf, Berlin 2009, ISBN 978-3-89602-875-4.
- Marie Theres Kroetz-Relin: Meine Schells: Eine Familie gesucht und mich gefunden, LangenMüller, München 2011, ISBN 978-3-7844-3251-9.
- mit Franz Xaver Kroetz: Szenen keiner Ehe, dtv Verlagsgesellschaft, München 2023, ISBN 978-3-423-28374-8.

## Auszeichnungen
- 1986: Goldene Kamera als beste Nachwuchsschauspielerin[3]
- 2025: Lifetime Achievement Award Golden Arrow[4]